# Orio Canavese
Pour les articles homonymes, voir Canavese.
Orio Canavese est une commune italienne de la ville métropolitaine de Turin, dans la région Piémont.

## Administration
| Période                                  | Période | Identité         | Étiquette | Qualité |
| ---------------------------------------- | ------- | ---------------- | --------- | ------- |
|                                          |         | Roberta Ponzetti |           |         |
| Les données manquantes sont à compléter. |         |                  |           |         |

### Communes limitrophes
Mercenasco, San Giorgio Canavese, Montalenghe, Barone Canavese.